# Будем как солнце
«Будем как Солнце. Книга символов» — шестой поэтический сборник Константина Бальмонта, вышедший в 1903 году в московском издательстве «Скорпион».

## История создания
Книга была подготовлена К. Д. Бальмонтом в 1901—1902 годах в усадьбе Сабынино Курской губернии:577. В марте 1902 года рукопись была прочитана автором в литературном кружке Г. Г. Бахмана.
Почти сразу же цензура заинтересовалась сборником и начала вносить в него правки. В письме И. И. Ясинскому, издателю журнала «Ежемесячные сочинения», Бальмонт писал 1 июля 1903 года:
Получили ли Вы мою книгу «Будем как Солнце», прошедшую сквозь строй московских и петербургских цензоров и потерявшую при этом 10 стихотворений? Хотели вырезать и «Художника Дьявола», но спасло указание на то, что он был напечатан в «Ежемесячных сочинениях».К. Бальмонт — И. Ясинскому
Эпиграфом к сборнику были взяты слова «Я в этот мир пришёл, чтоб видеть солнце» Анаксагора — древнегреческого философа, изгнанного из Афин по обвинению в безбожии:578. Посвящение к сборнику «Будем как Солнце» гласило:

Посвящаю эту книгу, сотканную из лучей, моим друзьям, чьим душам всегда открыта моя душа: брату моих мечтаний, поэту и волхву Валерию Брюсову, нежному, как мимоза, С. А. Полякову, угрюмому, как скала, Ю. Балтрушайтису… и весеннему цветку Люси Савицкой, с душой вольной и прозрачной, как лесной ручей.— Будем как Солнце
Сборник «Будем как Солнце» печатался в ноябре и вышел в свет в самом конце 1902 года (датой издания, однако, был указан 1903 год). Второе издание сборника вошло в «Собрание стихов» (1904, «Скорпион», Москва), третье — в состав «Полного собрания стихов» (Москва, «Скорпион», 1908. Т.2), четвёртое — в «Полное собрание стихов». («Скорпион», 1912, т.3), пятое — в «Собрание лирикеи» (Москва, 1918, Кн. 5):578.

### Вмешательство цензуры
Раздел сборника под названием «Зачарованный грот», куда вошли, в основном, эротические стихи, на протяжении многих лет печатался далеко не в том виде, в каком его задумал поэт. Первым предпринял попытку научного издания наследия Бальмонта, обратив внимание на масштабы цензурного вмешательства, которому подверглась книга, исследователь В. Н. Орлов. Неофициально сборник был представлен в московскую цензуру в декабре 1902 года и вызвал серьёзные нарекания. Несмотря на исправления и проведёную автором замену отдельных стихотворений, неофициальные переговоры не привели к решению вопроса, и 3 марта 1903 года в Главное управление по делам печати в Петербурге цензор Соколов представил доклад, в котором говорилось:

Книга К. Бальмонта состоит из 205 стихотворений <…> В цензурном отношении эти стихотворения тем особенно обращают на себя внимание, что все они относятся к разряду так называемых символических и среди них имеется слишком много эротических, крайне циничных и по местам… даже кощунственных. Рассматриваемую книгу Бальмонта я нахожу крайне вредною с цензурной точки зрения и… с своей стороны полагаю, что о ней как таковой следует незамедлительно донести Главному управлению по делам печати, присовокупляя, что она вредна особенно может быть в настоящее время, когда большая часть читающей публики, особенно молодёжь, так увлекается символизмом. Притом рассматриваемые стихи Бальмонта отличаются по форме тщательной отделкой и несомненно рассчитаны не на чувство, а на чувственность читателя.— ЦГИАЛ (ЦГИА СПб.)
4 марта последовало указание приостановить выпуск в свет отпечатанной без предварительной цензурной обработки книги. Она была направлена на дополнительное рассмотрение члену Совета М. В. Никольскому. Заключение последнего было более благоприятным, хотя оно и предписывало ряд изъятий в готовых листах книги. В мае 1903 года в Петербурге по делам издательства «Скорпион» находился один М. Н. Семенов (1872—1952), поддерживавший активную связь со своим шурином С. А. Поляковым, меценатом «Скорпиона» и покровителем Бальмонта.
Из письма Семенова от 12 мая:

Брат Сергей! Дело с «Будем как Солнце» обстоит очень скверно. Сегодня видел Зверева, он мне сказал следующее: 'Когда я Вас видел первый раз, то я сказал Вам, что придется выкинуть несколько порнографических стихотворений; член же совета, читавший книгу, нашёл кроме того много стихотворений антирелигиозных, что очень усложняет дело, наверное, придется сделать большие выкидки'. — М. Н. Семенов — С. А. Полякову. 12 мая.
21 мая Семёнов писал: «Друг и брат Сергей, сейчас только кончилась борьба моя со Зверевым и его соратниками за 'Дьявола', 'Святого Георга' и за многое другое, о чём ты там в Москве по наивности своей даже и не подозреваешь». Упомянув, что «Дьявола» он «отстоял», Семёнов перечислил затем потери:

В общем, картина такова: исключаются стр. 143. Воздушное обладание 145. Первоцвет 151. Лепет <искушённой> 157. Да, тебя одну <люблю я, сладострастная>… 159. Сладострастие 60. Волнообразно двигая <спиной>… 162. Как жадно я люблю твои <уста>… 220. Святой Георгий. 215. Из стихотворения Мережковскому выкинуты следующие три строки: «Весь дикий бред, весь ужас христианства», кончая словом «утес». Вот и все! Почему выкидывается «Лепет искушений», а оставляется «Мы с тобой смеемся в забытьи», могут объяснить лишь умы государственные. — М. Н. Семенов — С. А. Полякову. 21 мая.
Позже, в 1923 году у Бальмонта возник план восстановления стихов, вырезанных цензурой. «Мы условились с ней <художницей Н. С. Гончаровой> о некоем поэтическом предприятии. Я перепишу в одну небольшую тетрадь те стихи из „Зачарованного Грота“, которые в свой час цензура уничтожила, присоединю к ним ещё десятка два наилучших и наиболее смелых стихотворений, посвящённых страсти. Люси <Савицкая> переведет, а Гончарова даст свои волшебные иллюстрации. Издателя французского для такого предприятия мы, конечно, найдем, и успех такая книга будет иметь, я полагаю, большой» План этот осуществлён не был и впоследствии Бальмонт о нём не упоминал.
Многие из стихов, исключённых из «Зачарованного грота», были впоследствии приписаны Максимилиану Волошину. Говоря о «сложности атрибуции некоторых произведений Волошина», исследователь В. П. Купченко писал: «Не принадлежат Волошину эротические стихи 'Как жадно я люблю твои уста…', 'Первоцвет', 'Манящий взор, крутой изгиб бедра…', 'Волнообразно двигая спиной…', хранящиеся в ИМЛИ. Первое из них написано К. Д. Бальмонтом (остальные, скорее всего, тоже им) — и лишь переписаны Волошиным».

## Критический анализ
Книга «Будем как солнце» явилась (согласно М. Стаховой) попыткой создать космогоническую картину мира, в центре которого находится Солнце, вечный источник всего живого. Весь сборник был проникнут пантеистическими мотивами поклонения стихийным силам — Луне, звёздам, ветру, огню, воде («Гимн огню», «Воззвание к океану», «Ветер», «Завет бытия» и др.). Наряду с космогоническими мотивами в сборнике нашла отражение столь излюбленная поэтом теория мига, волшебного мгновения (У мысли нет орудья измерить глубину / Нет сил, чтобы замедлить бегущую весну. / Лишь есть одна возможность сказать мгновенью: «Стой!» /Разбив оковы мысли, быть скованным — мечтой.).
Особое место в образности Бальмонта занял Огонь — проявление космических сил, родственных Солнцу. В «Гимне Огню» Бальмонт сделал попытку «исчислить все лики, все превращения огня в мироздании» — от пламени церковной свечи «с его голубым основанием» до света горящих зданий и молнии в грозу. Огонь ему представлялся то лепестками страшного цветка, то вставшими дыбом блестящими волосами; он «проворный, весёлый и страстный» и в то же время очистительный, роковой. «Такого огнепоклонника, как Бальмонт, в русской поэзии, пожалуй, не найти», — отмечал Н. Банников.

## Использование
- Стихотворение «Будем как солнце! Забудем о том…» К. Д. Бальмонта вдохновило российских скаутов зарубежом назвать VIII югославский Курс для руководителей (КДП) на Плитвицких озёрах девизом «БКС!»[11].